# La Gomera (Escuintla)
La Gomera – miasto w południowej Gwatemali, w departamencie Escuintla, 56 km na południowy zachód od stolicy departamentu miasta Escuintla. Miasto leży na nizinie w odległości niecałych 20 od  wybrzeża  Pacyfiku.  Według danych szacunkowych w 2012 roku liczba ludności miasta wyniosła 53 766 mieszkańców.

## Gmina La Gomera
Jest siedzibą władz gminy o tej samej nazwie, która w 2012 roku liczyła 60 299 mieszkańców. Gmina jest obszarowo największa w departamencie, a jej powierzchnia obejmuje 640 km².